# Inciona
Inciona je bila keltska boginja, ki so je zlasti častili na ozemlju Treverov. 
Na veliki kamniti plošči iz Widdebiergu v Luksemburgu (na sliki)  je omenjena  skupaj z bogom Veraudunom v zahvalo cesarske družine za izpolnitev zaobljube, ki jo je dala mati Marka Pl(avtija?) Restituta Alpinija Lukana.
Drugi napis je na majhni bronasti votivni plošči iz Kaula v Luksemburgu in se se glasi: 
[LE]NO MAR[TI]
VERAVDVN(O) ET
INCIONE MI
[L]ITIVS PRIS
CINVS EX VOT(O)
Če se besedi NO MAR lahko prebereta kot Leno Marti, je Inciona v napisu omenjena skupaj z Lenusom Marsom Veraudunom.